# Maccastorna
Maccastorna (Macastùrna in dialetto lodigiano) è un comune italiano di 68 abitanti della provincia di Lodi in Lombardia.

È il comune meno abitato della provincia.

## Storia
Divenne nel XII secolo proprietà della chiesa di Milano. Passò poi nelle mani di importanti famiglie nobili lombarde; insieme a Basiasco, Corno Giovine, Cornovecchio, Pizzighettone Maleo e Maccastorna costituì il territorio su cui la famiglia Vincemala (Vismara) esercitò il mero et mixto imperio.
Nel 1448 Francesco Sforza fece giungere da Cremona con dei grossi carri diverse imbarcazioni per creare un ponte sull'Adda a Maccastorna.
Successivamente passò alla famiglia Bevilacqua, che mantennero il maniero fino al XIX secolo.
In età napoleonica (1809-16) Maccastorna fu frazione di Castelnuovo Bocca d'Adda, recuperando l'autonomia con la costituzione del Regno Lombardo-Veneto.

### Simboli
Lo stemma comunale e il gonfalone sono stati concessi con decreto del presidente della Repubblica del 10 aprile 1978. 
Lo stemma è uno scudo inquartato: nel 1º un pavone in campo d'oro, nel 2º di rosso e nel 3º di verde pieno, nel 4º un castello diroccato di rosso su sfondo azzurro.
Il gonfalone è un drappo partito di giallo e di rosso.

## Monumenti e luoghi d'interesse
- Castello. Sorto fra i secoli XIII e XIV, è dunque l'edificio di maggior interesse. Esso conserva ancora il severo carattere difensivo, nonostante interventi avvenuti nei due secoli successivi.
- Chiesa parrocchiale di San Giorgio. È probabilmente di origine duecentesca. Attualmente appare fortemente rimaneggiata dai restauri, avvenuti nel 1912.

## Società

### Evoluzione demografica
Abitanti censiti

### Etnie e minoranze straniere
Al 31 dicembre 2020 gli stranieri residenti nel comune di Maccastorna in totale sono 9, pari al 13,85% della popolazione.

## Geografia antropica
Il territorio comunale comprende la frazione Cavo e cascine e case sparse.

## Economia
Maccastorna è il più piccolo comune della provincia di Lodi e l'11° tra i comuni meno popolati d'Italia (al 31 gennaio 2011), il meno popolato fra i comuni italiani situati in pianura.
È posto al centro di terreni molto fertili, grazie anche a una serie di bonifiche fatte durante gli anni venti del XX secolo: basa perciò la propria economia sulla coltivazione dei campi, che consente stabile lavoro per la popolazione.
Importanti sono le colture di mais e prati, soprattutto in funzione dell'allevamento, da quello dei tori da carne a quello dei bovini da latte; sono presenti anche un'azienda suinicola e un allevamento di fagiani.
Dal 1980 un ponte sull'Adda mette in comunicazione il territorio di Maccastorna con la sponda cremonese del fiume.

## Amministrazione
Segue un elenco delle amministrazioni locali.
| Periodo | Periodo   | Primo cittadino       | Partito | Carica  | Note |
| ------- | --------- | --------------------- | ------- | ------- | ---- |
| 1945    |           | Rosolino Asti         |         | Sindaco |      |
| 1946    | 1955      | Luigi Gallinari       |         | Sindaco |      |
| 1955    | 1960      | Ugo Asti              |         | Sindaco |      |
| 1960    | 1970      | Giacomino Ghilardotti |         | Sindaco |      |
| 1970    | 1975      | Franco Sandei         |         | Sindaco |      |
| 1975    | 1985      | Carlo Pizzamiglio     |         | Sindaco |      |
| 1985    | 2004      | Pietro Frigoli        |         | Sindaco |      |
| 2004    | 2014      | Piero Giovanetti      |         | Sindaco |      |
| 2014    | in carica | Fabrizio Santantonio  |         | Sindaco |      |

## Galleria d'immagini

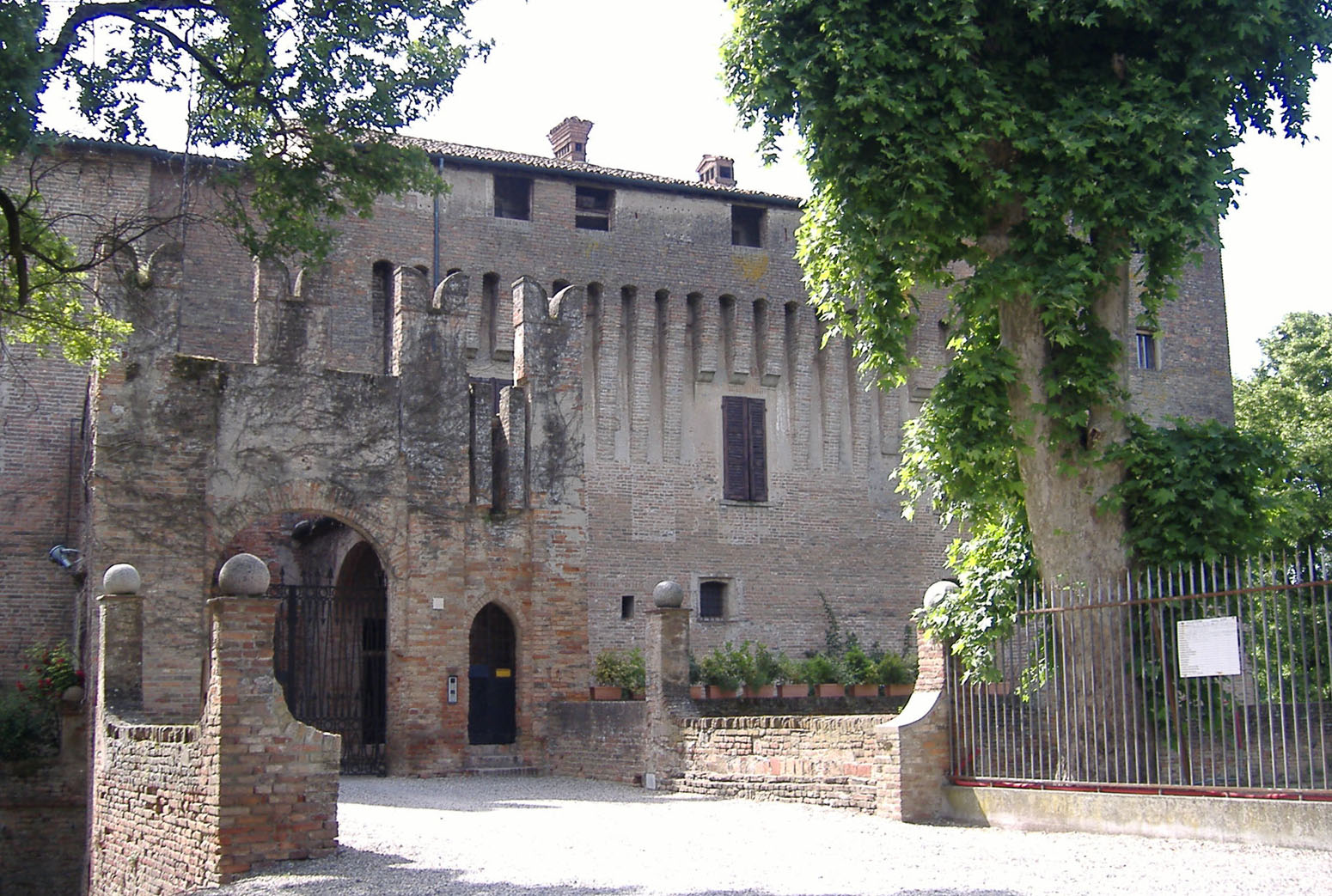
Entrata al castello
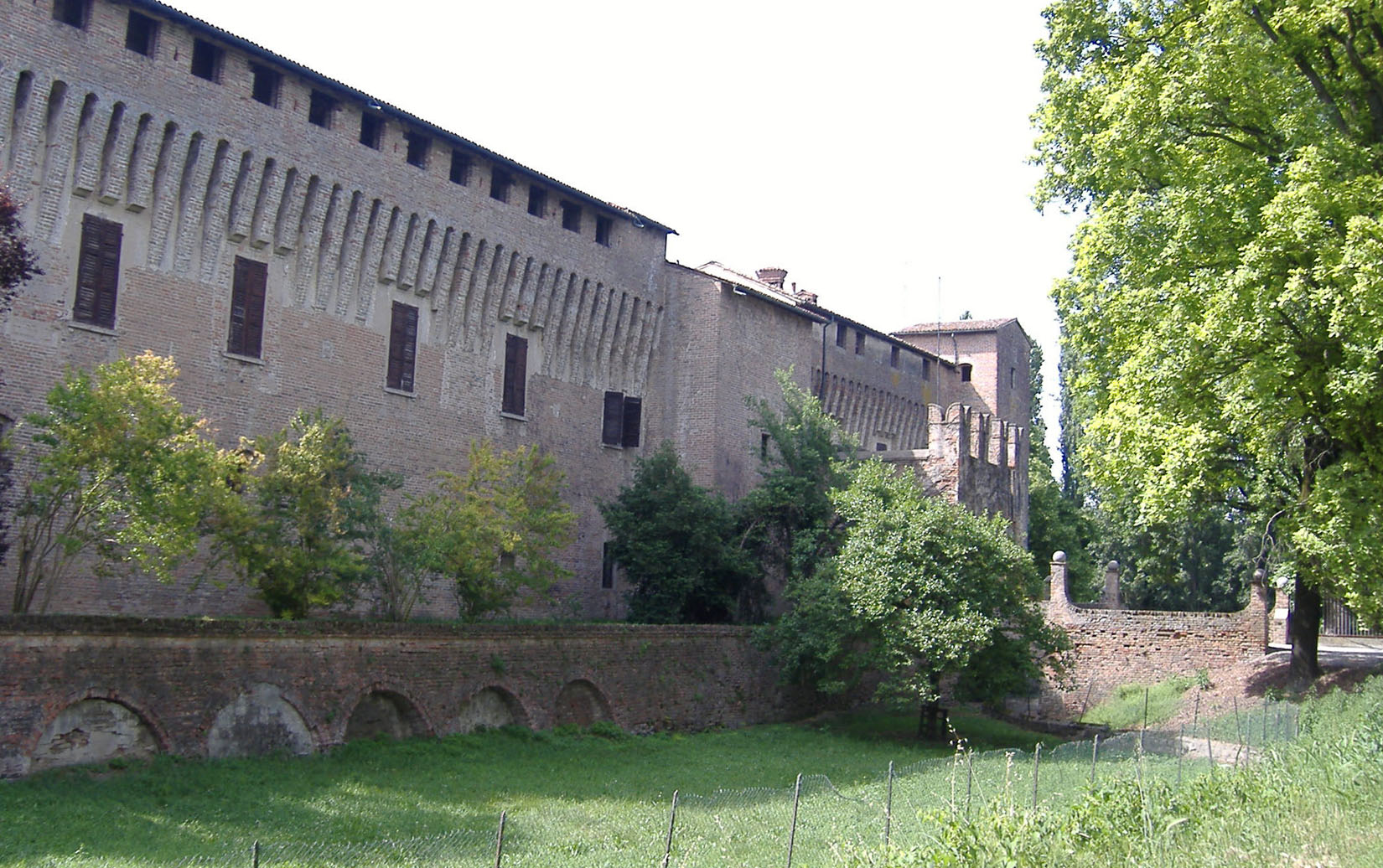
Esterno del castello